# Edward Bunting
Pour les articles homonymes, voir Bunting.
Edward Bunting, né dans le comté d'Armagh en 1773 et décédé le 21 décembre 1843 à Dublin, est un musicien et collecteur irlandais de musique irlandaise traditionnelle pour harpe celtique.

## Biographie
Edward Bunting vient au monde en 1773 dans le comté d'Armagh (Irlande). À l'âge de sept ans, il étudie la musique à Drogheda, et à onze ans, il est l'élève de l'organiste William Ware, titulaire de l'orgue de l'église Sainte-Anne de Belfast, où il vit désormais dans la famille d'Henry Joy McCracken.
À dix-neuf ans, il est engagé pour transcrire la musique jouée par des harpistes de tradition orale au festival de harpe de Belfast (1792). De formation classique, Edward Bunting commet des erreurs de transcription, en particulier dans le domaine des modes musicaux, et corrige les tonalités originales selon les règles classiques, à tel point que certaines mélodies qu'il publie sont écrites dans des clés injouables par des harpistes. Néanmoins, ses notes sur les harpistes, leur technique et la terminologie qu'ils utilisent sont inestimables, sans oublier le fait que de nombreux airs auraient été irrémédiablement perdus s'il ne les avaient pas collectés.
Entre 1792 et 1807, il effectue nombre de voyages pour collecter des mélodies, et il est le premier à retranscrire de la musique sur le terrain, telle qu'elle est interprétée par les musiciens. Il réalise l'importance de la prose irlandaise dans les chants, et il demande à Patrick Lynch de s'occuper de cette transcription.
Edward Bunting, qui vit jusqu'à son mariage (1819) à Belfast avec la famille McCrackens, s'installe ensuite à Dublin où il tient le poste d'organiste à l'église Saint-Georges.
Il décède à Dublin le 21 décembre 1843 et est enterré au cimetière de Mount Jerome.
Les écrits de Bunting demeurèrent égarés pendant de nombreuses années, et redécouvertes en 1907. Ils sont actuellement déposés à la bibliothèque de l'université Queen's de Belfast. Donal O'Sullivan a restauré les paroles originales des mélodies que Bunting n'avait pas publiées.
L'album The Celtic Harp de The Chieftains, publié en 1993, est un hommage à l'œuvre d'Edward Bunting.

## Œuvre
- A General Collection of the Ancient Irish Music, 66 airs (1796) ;
- A General Collection of the Ancient Music of Ireland (1809) ;
- The Ancient Music of Ireland, 165 airs (1840)

En 1840 Edward Bunting publie son troisième recueil The Ancient Music of Ireland, composée de 151 mélodies. Quatre-vingt-dix pages de commentaires portant sur la harpe celtique et les harpistes irlandais (A Dissertation on the Irish Harp and Harpers, Including an Account of the Old Melodies of Ireland) l'accompagnent. Avec ce dernier volume Edward Bunting espère promouvoir les racines de la musique irlandaise qu'il a collectée ainsi que celles de la harpe celtique.
Ré-éditions
- The Irish Music Manuscripts of Edward Bunting (1773-1843), Waltons, 2002 (ISBN 1-85720-139-6).